# Campionato mondiale maschile di pallavolo 1956
Il campionato mondiale di pallavolo maschile 1956 si è svolto dal 30 agosto al 12 settembre 1956 a Parigi, in Francia: al torneo hanno partecipato ventiquattro squadre nazionali e la vittoria finale è andata per la prima volta alla Cecoslovacchia.

## Prima Fase
La prima squadra di ciascun gruppo viene inserita in un girone finale da 10 squadre per determinare le posizioni dalla prima alla decima. Le altre classificate vengono inserite in un girone finale a 10 squadre per stabilire le posizioni dall'undicesima alla ventesima.

### Gruppo A
| Corea del Sud    | 3 - 2 | Turchia       |
| Unione Sovietica | 3 - 0 | Turchia       |
| Unione Sovietica | 3 - 0 | Corea del Sud |

| Pos | Squadra          | P | Set V | Set P |
| --- | ---------------- | - | ----- | ----- |
| 1   | Unione Sovietica | 4 | 6     | 0     |
| 2   | Corea del Sud    | 2 | 3     | 5     |
| 3   | Turchia          | 0 | 2     | 6     |

### Gruppo B
| Cecoslovacchia | 3 - 0 | Germania Est |

| Pos | Squadra        | P | Set V | Set P |
| --- | -------------- | - | ----- | ----- |
| 1   | Cecoslovacchia | 2 | 3     | 0     |
| 2   | Germania Est   | 0 | 0     | 3     |

### Gruppo C
| Bulgaria | 3 - 0 | Austria |

| Pos | Squadra  | P | Set V | Set P |
| --- | -------- | - | ----- | ----- |
| 1   | Bulgaria | 2 | 3     | 0     |
| 2   | Austria  | 0 | 0     | 3     |

### Gruppo D
| Romania | 3 - 0 | Italia |

| Pos | Squadra | P | Set V | Set P |
| --- | ------- | - | ----- | ----- |
| 1   | Romania | 2 | 3     | 0     |
| 2   | Italia  | 0 | 0     | 3     |

### Gruppo E
| Ungheria | 3 - 0 | Paesi Bassi |

| Pos | Squadra     | P | Set V | Set P |
| --- | ----------- | - | ----- | ----- |
| 1   | Ungheria    | 2 | 3     | 0     |
| 2   | Paesi Bassi | 0 | 0     | 3     |

### Gruppo F
| Francia | 3 - 0 | Israele     |
| Israele | 3 - 0 | Lussemburgo |
| Francia | 3 - 0 | Lussemburgo |

| Pos | Squadra     | P | Set V | Set P |
| --- | ----------- | - | ----- | ----- |
| 1   | Francia     | 4 | 6     | 0     |
| 2   | Israele     | 2 | 3     | 3     |
| 3   | Lussemburgo | 0 | 0     | 6     |

### Gruppo G
| Stati Uniti | 3 - 0 | Belgio |

| Pos | Squadra     | P | Set V | Set P |
| --- | ----------- | - | ----- | ----- |
| 1   | Stati Uniti | 2 | 3     | 0     |
| 2   | Belgio      | 0 | 0     | 3     |

### Gruppo H
| Brasile | 3 - 2 | India   |
| Cina    | 3 - 1 | Brasile |
| Cina    | 3 - 1 | India   |

| Pos | Squadra | P | Set V | Set P |
| --- | ------- | - | ----- | ----- |
| 1   | Cina    | 4 | 6     | 2     |
| 2   | Brasile | 2 | 4     | 5     |
| 3   | India   | 0 | 3     | 6     |

### Gruppo I
| Portogallo | 3 - 0 | Germania Ovest |
| Jugoslavia | 3 - 0 | Germania Ovest |
| Jugoslavia | 3 - 0 | Portogallo     |

| Pos | Squadra        | P | Set V | Set P |
| --- | -------------- | - | ----- | ----- |
| 1   | Jugoslavia     | 4 | 6     | 0     |
| 2   | Portogallo     | 2 | 3     | 3     |
| 3   | Germania Ovest | 0 | 0     | 6     |

### Gruppo L
| Polonia | 3 - 0 | Cuba |

| Pos | Squadra | P | Set V | Set P |
| --- | ------- | - | ----- | ----- |
| 1   | Polonia | 2 | 3     | 0     |
| 2   | Cuba    | 0 | 0     | 3     |

## Seconda Fase

### 21º - 24º posto
| India       | 3 - 0 | Germania Ovest |
| Turchia     | 3 - 0 | Lussemburgo    |
| Turchia     | 3 - 0 | Germania Ovest |
| India       | 3 - 0 | Lussemburgo    |
| Lussemburgo | 3 - 0 | Germania Ovest |
| India       | 3 - 0 | Turchia        |

| Pos | Squadra        | P | Set V | Set P |
| --- | -------------- | - | ----- | ----- |
| 1   | India          | 6 | 9     | 0     |
| 2   | Turchia        | 4 | 6     | 3     |
| 3   | Lussemburgo    | 2 | 3     | 6     |
| 4   | Germania Ovest | 0 | 0     | 9     |

### 11º - 20º posto
| Portogallo    | 3 - 0 | Austria       |
| Germania Est  | 3 - 0 | Paesi Bassi   |
| Belgio        | 3 - 1 | Cuba          |
| Italia        | 3 - 1 | Corea del Sud |
| Italia        | 3 - 0 | Austria       |
| Portogallo    | 3 - 0 | Israele       |
| Brasile       | 3 - 0 | Belgio        |
| Paesi Bassi   | 3 - 0 | Austria       |
| Italia        | 3 - 1 | Israele       |
| Portogallo    | 3 - 2 | Cuba          |
| Germania Est  | 3 - 0 | Corea del Sud |
| Corea del Sud | 3 - 0 | Austria       |
| Portogallo    | 3 - 1 | Belgio        |
| Italia        | 3 - 0 | Cuba          |
| Brasile       | 3 - 0 | Germania Est  |
| Italia        | 3 - 0 | Belgio        |
| Israele       | 3 - 2 | Corea del Sud |
| Germania Est  | 3 - 0 | Austria       |
| Paesi Bassi   | 3 - 1 | Cuba          |
| Brasile       | 3 - 0 | Portogallo    |
| Germania Est  | 3 - 1 | Portogallo    |
| Israele       | 3 - 0 | Austria       |
| Cuba          | 3 - 2 | Corea del Sud |
| Brasile       | 3 - 1 | Italia        |
| Paesi Bassi   | 3 - 0 | Belgio        |
| Corea del Sud | 3 - 2 | Belgio        |
| Germania Est  | 3 - 1 | Israele       |
| Cuba          | 3 - 0 | Austria       |
| Brasile       | 3 - 0 | Paesi Bassi   |
| Italia        | 3 - 0 | Portogallo    |
| Paesi Bassi   | 3 - 0 | Portogallo    |
| Israele       | 3 - 0 | Cuba          |
| Belgio        | 3 - 1 | Austria       |
| Germania Est  | 3 - 2 | Italia        |
| Brasile       | 3 - 0 | Corea del Sud |
| Paesi Bassi   | 3 - 1 | Italia        |
| Portogallo    | 3 - 0 | Corea del Sud |
| Germania Est  | 3 - 0 | Cuba          |
| Brasile       | 3 - 0 | Austria       |
| Israele       | 3 - 1 | Belgio        |
| Brasile       | 3 - 0 | Cuba          |
| Brasile       | 3 - 0 | Israele       |
| Germania Est  | 3 - 0 | Belgio        |
| Paesi Bassi   | 3 - 0 | Corea del Sud |
| Paesi Bassi   | 3 - 1 | Israele       |

| Pos | Squadra       | P  | Set V | Set P |
| --- | ------------- | -- | ----- | ----- |
| 1   | Brasile       | 18 | 27    | 1     |
| 2   | Germania Est  | 16 | 24    | 7     |
| 3   | Paesi Bassi   | 14 | 21    | 9     |
| 4   | Italia        | 12 | 22    | 11    |
| 5   | Portogallo    | 10 | 16    | 15    |
| 6   | Israele       | 8  | 15    | 18    |
| 7   | Belgio        | 4  | 10    | 23    |
| 8   | Corea del Sud | 4  | 11    | 23    |
| 9   | Cuba          | 4  | 10    | 23    |
| 10  | Austria       | 0  | 1     | 27    |

### 1º-10º posto
| Francia          | 3 - 1 | Cina             |
| Polonia          | 3 - 1 | Romania          |
| Cecoslovacchia   | 3 - 1 | Jugoslavia       |
| Stati Uniti      | 3 - 1 | Ungheria         |
| Cecoslovacchia   | 3 - 2 | Romania          |
| Unione Sovietica | 3 - 0 | Stati Uniti      |
| Bulgaria         | 3 - 2 | Jugoslavia       |
| Polonia          | 3 - 0 | Francia          |
| Unione Sovietica | 3 - 0 | Ungheria         |
| Cecoslovacchia   | 3 - 0 | Cina             |
| Romania          | 3 - 1 | Bulgaria         |
| Stati Uniti      | 3 - 0 | Jugoslavia       |
| Romania          | 3 - 2 | Stati Uniti      |
| Polonia          | 3 - 0 | Ungheria         |
| Unione Sovietica | 3 - 0 | Jugoslavia       |
| Cecoslovacchia   | 3 - 0 | Francia          |
| Bulgaria         | 3 - 1 | Francia          |
| Bulgaria         | 3 - 0 | Cina             |
| Cecoslovacchia   | 3 - 0 | Polonia          |
| Romania          | 3 - 1 | Unione Sovietica |
| Stati Uniti      | 3 - 1 | Cina             |
| Jugoslavia       | 3 - 2 | Ungheria         |
| Unione Sovietica | 3 - 0 | Cina             |
| Bulgaria         | 3 - 1 | Polonia          |
| Francia          | 3 - 1 | Stati Uniti      |
| Cecoslovacchia   | 3 - 0 | Ungheria         |
| Romania          | 3 - 2 | Jugoslavia       |
| Cina             | 3 - 1 | Jugoslavia       |
| Unione Sovietica | 3 - 1 | Francia          |
| Romania          | 3 - 1 | Ungheria         |
| Polonia          | 3 - 0 | Stati Uniti      |
| Cecoslovacchia   | 3 - 0 | Bulgaria         |
| Cecoslovacchia   | 3 - 0 | Stati Uniti      |
| Francia          | 3 - 1 | Jugoslavia       |
| Bulgaria         | 3 - 0 | Ungheria         |
| Romania          | 3 - 0 | Cina             |
| Unione Sovietica | 3 - 1 | Polonia          |
| Stati Uniti      | 3 - 1 | Bulgaria         |
| Ungheria         | 3 - 1 | Cina             |
| Polonia          | 3 - 1 | Jugoslavia       |
| Romania          | 3 - 0 | Francia          |
| Cecoslovacchia   | 3 - 2 | Unione Sovietica |
| Unione Sovietica | 3 - 1 | Bulgaria         |
| Polonia          | 3 - 0 | Cina             |
| Ungheria         | 3 - 1 | Francia          |

| Pos | Squadra          | P  | Set V | Set P |
| --- | ---------------- | -- | ----- | ----- |
| 1   | Cecoslovacchia   | 18 | 27    | 7     |
| 2   | Romania          | 14 | 24    | 13    |
| 3   | Unione Sovietica | 14 | 24    | 9     |
| 4   | Polonia          | 12 | 20    | 11    |
| 5   | Bulgaria         | 10 | 20    | 16    |
| 6   | Stati Uniti      | 8  | 15    | 18    |
| 7   | Francia          | 6  | 12    | 21    |
| 8   | Ungheria         | 4  | 10    | 23    |
| 9   | Cina             | 2  | 6     | 22    |
| 10  | Jugoslavia       | 2  | 11    | 26    |

## Classifica finale
| Posiz | Nazione          |
| ----- | ---------------- |
|       | CECOSLOVACCHIA   |
|       | Romania          |
|       | Unione Sovietica |
| 4     | Polonia          |
| 5     | Bulgaria         |
| 6     | Stati Uniti      |
| 7     | Francia          |
| 8     | Ungheria         |
| 9     | Cina             |
| 10    | Jugoslavia       |
| 11    | Brasile          |
| 12    | Germania Est     |
| 13    | Paesi Bassi      |
| 14    | Italia           |
| 15    | Portogallo       |
| 16    | Israele          |
| 17    | Belgio           |
| 18    | Corea del Sud    |
| 19    | Cuba             |
| 20    | Austria          |
| 21    | India            |
| 22    | Turchia          |
| 23    | Lussemburgo      |
| 24    | Germania Ovest   |

| Campione Mondiale 1956   |
| ------------------------ |
| Cecoslovacchia 1º titolo |

Formazione: Karel Brož,  Karel Láznička, Zdeněk Malý, Jaromír Paldus, Milan Purnoch, František Schwarzkopf, Bohumil Golián, Ladislav Synovec, Karel Paulus, Josef Tesař, Josef Musil, Josef Brož. Allenatore: Josef Kozák.